# Santa María la Antigua del Darién

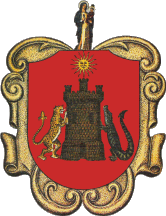
Escut d'armes de Santa María la Antigua del Darién.

Santa María la Antigua del Darién fou una ciutat fundada l'any 1510 per Vasco Núñez de Balboa, que es trobava en el que seria avui territori de Colòmbia al sud de Acandí. Va ser la primera ciutat fundada pels conqueridors a l'Amèrica continental. Després Pascual de Andagoya, un conqueridor basc sota la direcció del governador de Panamà Pedrarias Dávila, va fundar la Ciutat de Panamà en 1519 i Santa Maria l'Antiga va ser abandonada i finalment l'any 1524 va ser atacada i cremada pels indígenes.